# Rye (New Hampshire)
Rye è un comune degli Stati Uniti d'America facente parte della contea di Rockingham nello stato del New Hampshire.